# Svartpannad fikonpapegoja
Svartpannad fikonpapegoja (Nannopsittacus nigrifrons) är en fågelart i familjen östpapegojor inom ordningen papegojfåglar.

## Utbredning och systematik
Svartpannad fikonpapegoja förekommer på Nya Guinea. Den delas in i två underarter med följande utbredning:
- Cyclopsitta nigrifrons nigrifrons – norra Nya Guinea
- Cyclopsitta nigrifrons amabilis – östra Nya Guineas norra kust

Fågeln behandlas tidigare som del av Nannopsittacus gulielmitertii.

## Status
IUCN bedömer hotstatus för underarterna var för sig, båda som livskraftiga.